# FY Близнецов
FY Близнецов (лат. FY Geminorum) — одиночная переменная звезда в созвездии Близнецов на расстоянии (вычисленном из значения параллакса) приблизительно 7 705 световых лет (около 2 362 парсек) от Солнца. Видимая звёздная величина звезды — от +13,8m до +12,6m.

## Характеристики
FY Близнецов — красная пульсирующая медленная неправильная переменная звезда (LB) спектрального класса M. Эффективная температура — около 3394 К.